# Our World
Our World (englisch für „Unsere Welt“) war die erste per Satellit weltweit ausgestrahlte Live-Fernsehsendung. Sie wurde am 25. Juni 1967 unter Federführung der britischen BBC ausgestrahlt. Insgesamt nahmen 19 Länder teil, zwischen 400 und 700 Millionen Menschen aus bis zu 31 Ländern sahen die Sendung.
Der britische Fernseh-Produzent Aubrey Singer hatte die Idee des Medientheoretikers Paddy Whannel aufgegriffen, Menschen auf der ganzen Welt bei ihrer Arbeit und ihren Freizeitvergnügungen zu zeigen. Laut Verträgen sollten Politik und Krieg in den Länderbeiträgen nicht vorkommen.

## Beiträge
In der Sendung traten unter anderem Maria Callas und Pablo Picasso auf. Der britische Beitrag war eine Liveschaltung in die Abbey Road Studios, in der die britische Band The Beatles das speziell für diesen Anlass komponierte Lied All You Need Is Love aufnahm. Als deutscher Beitrag wurde von der Bayreuther Festspielbühne ein Probenausschnitt der Lohengrin-Inszenierung 1967 von Wolfgang Wagner gezeigt.